# BACK BLOCKS
「BACK BLOCKS」（バック・ブロックス）は、MISIAの11枚目のシングル。2002年11月20日発売。

## 概要
- CD EXTRA仕様。そのため、コピーコントロールCDではない。CD EXTRAには「BACK BLOCKS (DANCER MUSIC CLIP)」が収録されている。
- シングルCDが発売される1週間前の11月13日にはアナログ盤が先行リリースされた。
- 12月4日には本作のシングルCDと4thアルバム『KISS IN THE SKY』がセットになった『KISS IN THE SKY 完全版 LIMITED EDITION』がリリースされた。

## 収録曲
1. BACK BLOCKS [5:24]
作詞：MISIA　作曲・編曲：SAKOSHIN
  - ヒップホップを取り入れたダンスナンバー。『KISS IN THE SKY』と同時期に制作され、このアルバム発売後にシングルとしてリリースされた。
2. めくばせのブルース [4:13]
作詞：TIGER　作曲・編曲：SAKOSHIN
  - 表題曲「BACK BLOCKS」と同じく『KISS IN THE SKY』と同時期に制作された楽曲。
3. LAILA (So So Def Remix) [4:21]
作詞：MISIA　作曲：MISIA & SAKOSHIN　リミックス：Jermaine Dupri
  - 『KISS IN THE SKY』収録曲「LAILA」のJermaine Dupriによるリミックス。
4. 飛び方を忘れた小さな鳥 (STAR OCEAN version)  [5:07]
作詞：MISIA　作曲：鈴木雄大　編曲：塩谷哲
  - PlayStation 2用ソフト『スターオーシャン Till the End of Time』テーマソング
  - 『KISS IN THE SKY』収録曲「飛び方を忘れた小さな鳥」のフルオーケストラバージョン。

CD EXTRA
1. BACK BLOCKS (DANCER MUSIC CLIP)

### アナログ盤
SIDE A
1. BACK BLOCKS (ORIGINAL) [5:21]
2. BACK BLOCKS (MEGA RAIDERS Remix) [5:00]

SIDE B
1. LAILA (So So Def Remix) [4:21]
2. LAILA (MEGA RAIDERS Remix) [4:58]

## 演奏
- SAKOSHIN：Keyboards & Programming (#1.2)
- ジャーメイン・デュプリ：Remix (#3)
- ブライアン・マイケル・コックス：Co-Remix (#3)
- 塩谷哲：Piano (#4)
- 松原秀樹：Bass (#4)
- 佐藤強一：Drums (#4)
- 飛鳥ストリングス：Strings (#4